# Amir Dembo
Amir Dembo (né le 25 octobre 1958 à Haïfa) est un mathématicien israélo-américain, spécialisé dans la théorie des probabilités. Il est élu membre de l'Académie nationale des sciences en 2022.

## Biographie
Dembo obtient son baccalauréat en génie électrique en 1980 du Technion. Il obtient en 1986 son doctorat en génie électrique sous la direction de David Malah avec la thèse Design of Digital FIR Filter Arrays. Il rejoint l'université Stanford en tant que professeur adjoint de statistiques et de mathématiques en 1990, et y est actuellement professeur "Marjorie Mhoon Fair" en sciences quantitatives.
Ses recherches portent sur la théorie des probabilités et les processus stochastiques, la théorie des grandes déviations, la théorie spectrale des matrices aléatoires, les marches aléatoires et les systèmes de particules en interaction.
Il est conférencier invité avec la conférence Simple random covering, disconnection, late and favorite points à l'ICM de Madrid en 2006. Dembo est membre de l'Institute of Mathematical Statistics.
Il est le directeur de thèse de Scott Sheffield et Jason P. Miller.